# Festival de Màlaga
El Festival de Màlaga (oficialment Festival de Málaga Cine en Español), és una mostra cinematogràfica celebrada anualment a Màlaga (Espanya) el mes de març o abril. A més de projectar les estrenes més rellevants de l'any del cinema espanyol, es premien les millors pel·lícules de l'any i es concedeixen guardons honorífics. Està acreditat per la FIAPC com a categoria B (competitiu especialitzat) des del 26 de febrer del 2024.

## Història
El Festival de Màlaga neix el 1998 i en cadascuna de les seves edicions ha mantingut com a objectiu afavorir la difusió i promoció de la cinematografia espanyola, reunint cada any als diferents sectors de la indústria cinematogràfica, generant fòrums, debats i trobades amb la finalitat d'analitzar els avanços i les necessitats del cinema espanyol, com a aparador per al treball dels professionals del sector audiovisual.
El Festival de Màlaga mostra cinema espanyol inèdit en llargmetratges, curtmetratges i documentals, amb esdeveniments significats com Mercadoc, Mercat del Documental Espanyol i Iberoamericà; Màlaga Screenings, Mercat del Llargmetratge Espanyol; TV Market, Mercat de la ficció i animació espanyoles per a televisió; Màlaga Audiovisual, representació de l'audiovisual de Màlaga a Mercadoc i Market Screenings; Zonazine, llargmetratges, curtmetratges i cicles per al públic jove.
El Festival s'ha consolidat com la principal plataforma i esdeveniment de la indústria cinematogràfica d'Espanya, i es tracta d'un esdeveniment cultural de primera magnitud amb molta assistència de públic, que cada any rep un àmplia cobertura de mitjans de comunicació, tant nacionals com internacionals, principalment del món castellanoparlant.
El Festival se celebra a la primavera de forma anual, el mes de març o abril en funció del calendari establert per a la Setmana Santa.
L'any 2016 el concurs cinematogràfic va planejar una major expansió al comprat castellanoparlant i llatinoamèrica el que va produir un canvi de denominació de Festival de Màlága de Cine Español a Festival de Málaga Cine en Español. Anteriorment, ja havien participat de forma minoritària en el festival pel·lícules produïdes en el continent americà com l'adaptació al cinema de la novel·la Memòria de mis putas tristes del colombià Gabriel García Márquez, o la pel·lícula argentina Kóblick de Ricardo Darín.

## Llista d'edicions
| Edició                              | Data                                                                                  | Jurat de la secció oficial |
| ----------------------------------- | ------------------------------------------------------------------------------------- | --- |
| I                                   | Del 9 al 17 de març de 1998                                                           | Antonio Lara, Fernando Méndez Leite, Just Navarro, Javier Rioyo i María Dolores Devesa                                          |
| II                                  | Del 9 al 17 de març de 1999                                                           | Assumpta Serna, Alejandro Amenábar, Ángeles González-Sinde, John Hopewell i Manuel Pérez Estremera                              |
| III                                 | Del 26 de maig al 3 de juny del 2000                                                  | María de Medeiros, Enrique Gabriel-Lipschutz, Antonio Pérez, Augusto Martínez Torres i Ana Torrent                              |
| IV                                  | De l'1 al 9 de juny de 2001                                                           | José Luis Borau, Anabel Alonso, Antonio Weinrichter, Carlos Morelli i Antonio Soler                                             |
| Del 26 d'abril al 4 de maig de 2002 | Agustín Díaz Yanes, Benito Zambrano, Antonio Gasset, Ray Loriga i José Manuel Lorenzo | |
| VI                                  | Del 25 d'abril al 3 de maig de 2003                                                   | Andrea Occhipinti, Ramón Salazar, Leonor Watling, Jaume Figueras, Edmundo Gil                                                   |
| VII                                 | Del 24 d'abril a l'1 de maig de 2004                                                  | Elisenda Nadal, Acarona Fleurent, Rosa Montero, Tomás Cimadevilla, Emparo Soler Lleial, Antonio Hernández, Estel de Diego       |
| VIII                                | Del 22 al 30 d'abril de 2005                                                          | Aitana Sánchez Gijón, Adolfo Blanco, Felipe Vega, Luis San Narcís, Lorenzo Silva, Emiliano Otegui, Ana López Puigcorvé          |
| IX                                  | Del 17 al 25 de març de 2006                                                          | Imanol Arias, Carlos Rosat, Vicente Molina Foix, Paco Ramos, Cecilia Roth, Pepe Salcedo, Jaume Balagueró                        |
| X                                   | Del 9 al 17 de març de 2007                                                           | Antonio Isasi-Isasmendi, George Ayoub, José Infant, Óscar Jaenada, Héctor Olivera, Rosa María Sardá, Pepe Vargas                |
| XI                                  | Del 4 al 12 d'abril de 2008                                                           | Guy Braucourt, Bernardo Bonezzi, Charo Esquerre, Richard Peña, Mat Cantero, Juan Diego, Eliseo Subiela                          |
| XII                                 | Del 17 al 25 d'abril de 2009                                                          | Álex de l'Església, Sergio Cabrera, José Manuel Cervino, Lucía Etxebarría, Juan Madrid, Rubén Ochandiano, Emma Suárez           |
| XIII                                | Del 17 al 24 d'abril de 2010                                                          | Ángela Molina, Fernando Lara, Imanol Uribe, Josean Fernández, Juan Bonilla, Lucía Jiménez, María Ripoll                         |
| XIV                                 | Del 26 de març al 2 d'abril de 2011                                                   | Vicente Aranda, Sílvia Abascal, Ana Álvarez, Verónica Forqué, Carlos Bardem, Gustavo Martín Garzo, Daniel Sánchez Arévalo       |
| XV                                  | Del 21 al 28 d'abril de 2012                                                          | Gonzalo Suárez, Goya Toledo, Raúl Arévalo, Inma Cuesta, Iván Trujillo, Isona Passola i Enrique Brinkmann                        |
| XVI                                 | Del 20 al 27 d'abril de 2013                                                          | Joaquín Oristrell, Natalia Verbeke, Ignacio Martínez de Pisón, Inés París, Lorenzo Saval, Verónica Echegui, Fernando Sokolowicz |
| XVII                                | Del 21 al 29 de març de 2014                                                          | Manuel Gómez Pereira, Najwa Nimri, Ernesto Alterio, María Barranco, Xavi Pobla, Jocelyne Faessel, José Antonio Garriga          |
| XVIII                               | Del 17 al 26 d'abril de 2015                                                          | Judith Colell, Nathalie Poza, Manuela Velasco, Unax Ugalde, Santi Amodeo, Pau Esteve Birba, Patrick Bernabé                     |
| XIX                                 | Del 22 d'abril a l'1 de maig de 2016                                                  | Manuel Martín Conca, Belén López, Pilar Martínez-Vasseur, Alberto Ammann, Daniel Guzmán, Manuel Hidalgo                         |
| XX                                  | Del 17 al 26 de març de 2017                                                          | Alejandra Trelles, Elena Ruiz, Emilio Martínez Lázaro, Iván Giroud Gárate, María Botto, Pablo Berger                            |
| XXI                                 | Del 13 al 22 d'abril de 2018                                                          | |

## Premis
- Bisnaga d'Or
- Bisnaga de Plata

## Seus
El Festival es desenvolupa en diferents punts i escenaris de la ciutat de Màlaga.
- Teatre Cervantes

Considerat Monument Històric Nacional, el Teatre Cervantes, construït l'any 1869, s'ha convertit al centre neuràlgic del Festival ja que és el lloc en el qual s'estrenen les pel·lícules de la Secció Oficial, els homenatges i es realitzen les rodes de premsa.
- Teatre Echegaray

Edifici del 1932 que, dins del marc del Festival, és l'espai de projecció de la Secció Documentals.
- Cinema Albéniz

Després del Teatre Cervantes, és el lloc on es projecten punt les pel·lícules de Secció Oficial com la resta de continguts.
- Museu Picasso

Situat en el Palau de Buenavista, al carrer Alcazabilla, alberga les Masterclass, classes magistrals amb professionals del món del cel·luloide.
- Rectorat UMA

Seu oficial de la Universitat de Màlaga. Disposa de diverses instal·lacions on se celebren, taules rodones, ponències, lliuraments de premis, exposicions, etc. durant el Festival.
- Hotel Màlaga Palacio

Lloc d'allotjament dels estels que acudeixen al Festival. Famós pels saraos i festes que s'organitzen en els seus salons durant tot el certamen.
- Centre Cultural Provincial

A més d'aquests llocs, molts altres racons i espais pluridisciplinaris de la ciutat alberguen trobades relacionades amb cinema, música, publicacions, etc.

## Seccions
| - Secció Oficial: Llargmetratges i curtmetratges - Màlaga Premiere | - Secció Oficial: Llargmetratges i curtmetratges - Màlaga Premiere | - Zonazine - Documental - Territori llatinoamericà | - Zonazine - Documental - Territori llatinoamericà | - Videocreación - Animazine - Finestra tv | - Videocreación - Animazine - Finestra tv |

### Activitats simultànies
| - Homenatges - Premi Màlaga - Premi Retrospectiva - Premi Ricardo Franco - Premi Eloy de l'Església | - Homenatges - Premi Màlaga - Premi Retrospectiva - Premi Ricardo Franco - Premi Eloy de l'Església | - Cineforum - Pel·lícula d'Or - Concerts - Collita de l'any - Festival de Màlaga, 1953 - Records | - Cineforum - Pel·lícula d'Or - Concerts - Collita de l'any - Festival de Màlaga, 1953 - Records | - Mercadoc, Mercat del Documental Espanyol i Iberoamericà - TV Market, Comprat de la ficció i animació espanyoles per a televisió - Màlaga Screenings, Mercat del Llargmetratge Espanyol - Màlaga Audiovisual, representació de l'audiovisual de Màlaga en Mercadoc i Market Screenings | - Mercadoc, Mercat del Documental Espanyol i Iberoamericà - TV Market, Comprat de la ficció i animació espanyoles per a televisió - Màlaga Screenings, Mercat del Llargmetratge Espanyol - Màlaga Audiovisual, representació de l'audiovisual de Màlaga en Mercadoc i Market Screenings |